# کانیچی (استان آمور)
کانیچی (به لاتین: Kanichi) یک منطقهٔ مسکونی در روسیه است که در استان آمور واقع شده‌است.